# Gamasellus uluguruensis
Gamasellus uluguruensis är en spindeldjursart som beskrevs av Hurlbutt 1979. Gamasellus uluguruensis ingår i släktet Gamasellus och familjen Ologamasidae. Inga underarter finns listade i Catalogue of Life.